# Oléum
Un oléum, anciennement appelé acide sulfurique fumant, résulte de l'addition de trioxyde de soufre SO3 dans de l'acide sulfurique H2SO4. Le mélange qui en résulte présente un aspect huileux, d'où son nom directement issu du latin oleum. On décrit généralement les oléums par les formules H2SO4·(SO3)x ou H2O·(SO3)y, où x et y représentent la quantité de trioxyde de soufre respectivement ajouté à l'acide sulfurique et dissous dans l'eau. La formule correspondant à x = 1 et y = 2 est celle de l'acide disulfurique H2S2O7, qui est en équilibre avec le trioxyde de soufre et l'acide sulfurique dans l'oléum :
H2SO4 + SO3  {\displaystyle \rightleftharpoons }  H2S2O7.
On exprime la teneur en SO3 dans l'oléum en pourcentage de SO3 ajouté ou en pourcentage de H2SO4 équivalent si on ajoutait la quantité d'eau nécessaire : les concentrations usuelles sont l'oléum à 40 % (correspondant à 109 % H2SO4) et l'oléum à 65 % (correspondant à 114,6 % H2SO4) ; H2S2O7 pur est un solide fondant à 35 °C.
C'est sous forme d'oléum qu'est produit l'acide sulfurique par le procédé de contact, lequel consiste essentiellement à catalyser par V2O5 l'oxydation de SO2 en SO3 et à récupérer ce dernier dans H2SO4 pour former H2S2O7, qui donne deux molécules d'acide sulfurique par hydratation :
H2SO4 (l) + SO3 (g) → H2S2O7 (l),
H2S2O7 (l) + H2O(l) → 2 H2SO4 (l).
Le tableau reprend les données d’identification de l’acide sulfurique et de l’oléum.
|                     | Acide sulfurique                              | Oléum                                                               |
| ------------------- | --------------------------------------------- | ------------------------------------------------------------------- |
| Formule chimique    | H2SO4                                         | H2SO4 + SO3                                                         |
| Numéro CAS          | 7664-93-9                                     | 8014-95-7                                                           |
| Numéro NU           | 1830                                          | 1831                                                                |
| Numéro CE           | 016-020-00-8                                  | 016-019-00-2                                                        |
| Numéro EINECS       | 231-639-5                                     |                                                                     |
| Code NFPA (S-F-R)   | 3-0-2 (W au-delà de 98 %)                     | 3-0-2, W                                                            |
| Classification      | - R35: Corrosif conc. ≥ 15 %                  | - R14: Réagit violemment avec l’eau - R35: Corrosif - R37: Irritant |
| Valeur limite       | 1 mg·m-3 (recherche récente: 0,3 kg·m-3 [11]) |                                                                     |
| Valeur courte durée | 3 mg·m-3                                      |                                                                     |

Combiné à l'acide nitrique, l'oléum donne de l'acide sulfonitrique (autrefois[Quand ?] produit par exemple en France par Rhodia sur son site Rhodia opération SAS (Nord))